# Каньон де Шели
Национален паметник Каньон д’Шей е национален парк в САЩ, който се намира там където се срещат щатите Юта, Колорадо, Ню Мексико и Аризона. Той е разположен в североизточна Аризона в границите на резервата Навахо, собственост на индианското племе навахо и обхваща Каньон де Шели, Долината на смъртта и Монументът. Паркът се разпростира на площ от 339,3 km². Склоновете на каньона са с височина от 9 до 300 m и са не само стръмни, но и много гладки.

## История
Каньонът е населяван от векове. Той е много известен с изградените от кирпич и камък къщи. Въпреки студените зими в отвесните скали се крият много ниши. В някои от тях са намерени каменни постройки на слабо проученият народ анасази, които изчезнали около 1300 г.
Индианското племе навахо са следващите които се заселват в каньона и го обитават и до днес.
Испанците пристигат тук през 16 век и кръщават издръжливите и находчиви местни жители навахо, докато те самите са се наричали дене (хора).
От непристъпните склонове на каньона индианците повеждат битка първо срещу испанците, които през 1805 г. избиват 115 мъже, жени и деца скрити в пещерите, а по-късно и срещу американското правителство. През 1863 г. кавалерийски отряди под командването на полковник Кит Карсън чрез глад принуждават индианците да се предадат и заточват около 7000 от тях в Ню Мексико. Този горчиво запомнен 320 km. преход е известен като „Дългото ходене“.
Четири години по-късно правителството ги помилва и племето се завръща по родните си земи.

## Описание
Днес каньонът е изцяло под опеката на племето навахо, което го прави уникален в САЩ. Въпреки че е под юрисдикцията на правителството, той е смятан за суверенна държава. Около 40 семейства на навахо живеят днес в каньона. Те продължават да обработват полята, да отглеждат добитък или да работят като екскурзоводи. Достъпът до него е силно ограничен и туристите могат да се разходят из него само в присъствието на рейнджър от парка или с водач от навахо.
Повечето от туристите разглеждат каньона от ръба му, понеже повечето му забележителности могат да бъдат оценени само от там.

## Легенди
Според легендите хората от четвъртия свят се молели на боговете да ги избавят от огромните зверове с които била населена земята. Зверовете често се сблъсквали с хората и обитавали не само земята, но и въздуха и водата.
Един ден, след хиляди молитви, на плосък връх кацнал паяк. От корема на паяк излезли синовете и дъщерите на богинята – паяк и направили така, че зверовете да изчезнат.
Оттогава навахо почитат богинята – паяк.

## Забележителности
Една от забележителностите е „Белият Дом“ построен преди около 1000 години. Той е съставен от две жилища, горно и долно, свързани помежду си. Стените на жилището са измазани с бял хоросан.
Друга забележителност е Спайдър Рок. Тя представлява две кули с височина от около 800 m. Спайдър Рок е и пресечна точка на Каньон д’Шей и Каньон Монумент. Индианците навахо вярват, че по-високата скала е дом на тяхната богиня богът – паяк.